# Eternal Melody
『Eternal Melody』 （エターナル・メロディー） は、日本の音楽家であるYOSHIKIの1作目のスタジオ・アルバム。1993年4月21日にイーストワールドからリリースされた。YOSHIKIは1991年にクラシック音楽のコンピレーション・アルバム『Yoshiki Selection』をリリースしているが、今作はYOSHIKI自身が作曲した曲がクラシック調にアレンジされている。YOSHIKIが企画・全監修・選曲を担当し、ビートルズの元プロデューサー ジョージ・マーティンがプロデュースと編曲を手がけている。主にX JAPANで作曲した曲を中心に構成されているが、『第43回NHK紅白歌合戦』のテーマ曲で、同年11月にX  JAPANの楽曲としてシングル化される「Tears」、1994年12月末のX JAPANのコンサート『青い夜』『白い夜』以降X JAPANのコンサートのオープニングとして使われ続けることになる「Amethyst」などといった新曲も収録された。
2001年12月27日に、2枚組みだったものを1枚にまとめてポリドールから再発売された。2005年には後継アルバムとなる『ETERNAL MELODY II』がリリースされている。

## 背景
YOSHIKIは予てより自らの楽曲のクラシック・バージョンをリリースすることを考えていたが、1991年から1992年にかけてYOSHIKIに連絡もないままX JAPANのオーケストラ・アレンジの企画アルバムが3作リリースされた。このことについて、1992年11月付でYOSHIKIの事務所及びX JAPANの事務所の連名で各音楽雑誌に意見広告を出して抗議していた。これらのアルバムについてYOSHIKIは、「中には気に入ったアレンジもあった」と実際に聴いた感想を後述している。
1992年7月23日にYOSHIKIは東芝EMIと初めてとなるソロ契約の締結を発表。正式なソロ・プロジェクトの制作に入る前に、序章として、自らの過去の楽曲のクラシック・バージョンを自身の監修のもとで制作することを志した。
プロデューサーには、クラシックに理解がありオーケストレーションに卓越する一流プロデューサーであるとして、YOSHIKIの事務所やEMIのスタッフがジョージ・マーティンに積極的にアプローチした。ジョージ・マーティンはYOSHIKIが1992年7月30日に日本武道館で開催した『YOSHIKI TALK LIVE at 日本武道館』で、1993年にX JAPANの作品としてリリースされることになる、自らの半生を描いたという楽曲「ART OF LIFE」をピアノ協奏曲形式で初演した映像を見て快諾した。YOSHIKIは「受身の企画なのに、素晴らしいことになった」と喜び、同意した。
アルバムタイトルは「メロディは生き続ける」「メロディは国境やボーダーラインが無い普遍的なものだ」という思いが込められている。

## 制作
出会った当初、YOSHIKIは「ドラムを入れたい」と言った。ジョージは「如何にもロックなドラムは入れない。ティンパニしか入れない。ロック的なクラシックアルバムを作りたいのか?」と忠告した際、YOSHIKIは「本気でクラシックアルバムを作りたいんだ」という自分の意見と一致した。
YOSHIKIはアレンジする楽曲の選定・「金管楽器がメロディを取るのではなく、ヴァイオリン・チェロ等のストリングスがメインになるアレンジ」「好きなクラシックの作曲家はこういう人で、このCDの演奏の様にしてくれ」と注文するに留め、制作現場の監督は全てジョージに任せられた。
レコーディングは1992年12月のロンドンにオープンしたばかりの、教会を改装したAIRリンドハースト・ホール・スタジオで1993年2月10日から行われた。
アレンジはジョージのほか、ジョージの弟子にあたるグラハム・プレスケットとギャビン・グリーナウェイの3人で行い、ジョージは「Endless Rain」と「Tears」を担当した。
74名のロンドン・フィルハーモニー管弦楽団が演奏している。
マスタリング作業はアビー・ロード・スタジオで行われた。YOSHIKIが直接携わったのはロンドンのレコーディング現場に立ち会った10日間だけである。
YOSHIKIは、演奏者が一流であるためストリングスの音が良いこと、レコーディングも良好な雰囲気で進められたことは良かったが、アレンジャー側がアルバムとしてのバラエティーを出そうとしたことで不満や疑問が残るアレンジもあると後述している。

## リリース、プロモーション
1993年4月18日に、アルバムの発売を記念して『NACK 5 YOSHIKI SPECIAL 〜Eternal Melody』と題された特別番組がエフエム埼玉で放送された。
アルバムには同年10月18日にコーセーから発売になるYOSHIKIがプロデュースした香水「Larme」（ラルム）の香りが付いたムエットが同梱された。

## 収録曲
| 全作曲: YOSHIKI。 |                    |      |            |                          |      |
| #                 | タイトル           | 作詞 | 作曲・編曲 | 編曲                     | 時間 |
| 1.                | 「Overture」       |      | YOSHIKI    |                          | 9:13 |
| 2.                | 「Vanishing Love」 |      | YOSHIKI    | グラハム・プレスケット   | 4:54 |
| 3.                | 「Amethyst」       |      | YOSHIKI    | グラハム・プレスケット   | 6:18 |
| 4.                | 「Kurenai」        |      | YOSHIKI    | グラハム・プレスケット   | 6:45 |
| 5.                | 「Endless Rain」   |      | YOSHIKI    | ジョージ・マーティン     | 6:17 |
| 6.                | 「Unfinished」     |      | YOSHIKI    | ギャビン・グリーナウェイ | 4:49 |

| #   | タイトル                     | 作詞 | 作曲・編曲 | 編曲                     | 時間  |
| --- | ---------------------------- | ---- | ---------- | ------------------------ | ----- |
| 7.  | 「Say Anything」             |      |            | ギャビン・グリーナウェイ | 10:07 |
| 8.  | 「Silent Jealousy」          |      |            | グラハム・プレスケット   | 4:59  |
| 9.  | 「A Piano String in Es Dur」 |      |            | ギャビン・グリーナウェイ | 3:36  |
| 10. | 「Week End」                 |      |            | グラハム・プレスケット   | 5:55  |
| 11. | 「Rose of Pain」             |      |            | ギャビン・グリーナウェイ | 7:34  |
| 12. | 「Tears」                    |      |            | ジョージ・マーティン     | 5:04  |

## パーソネル
| - 石坂敬一 - エグゼクティブ・プロデューサー - イニング - 美術コーディネート - 井ノ口弘彦 - A&R - スティーブ・オーチャード - アシスタント・エンジニア - 加藤久典 - プロモーション - 亀山哲哉 - 美術監督、ヘアー&メイク・アップ - ギャビン・グリーナウェイ - 指揮、オーケストレーション - 小泉京子 - プロモーション - 近藤雅信 - A&Rチーフ - ヨアキム・スヴェンヘデン - ロンドン・フィルハーモニー管弦楽団首席奏者 - 竹内由美子 - スタイリスト - イヴォンヌ・ツィマリング - 制作調整 | - ジョン・バージェス - 制作調整 - ジェフ・フォスター - アシスタント・エンジニア - クリス・ブレア - マスタリング・エンジニア - グラハム・プレスケット - 指揮、オーケストレーション - ヘイドン・ベンドール - レコーディング&ミキシング・エンジニア - ジョージ・マーティン - 指揮、オーケストレーション、プロデューサー - 眞下幸孝 - エグゼクティブ・プロデューサー - ヨシダ ナオト - プロモーション - 山田正則 - プロモーション - YOSHIKI - 作曲 - ロンドン・フィルハーモニー管弦楽団 - 演奏 |

## リリース歴
| 地域 | リリース日     | 規格    | レーベル         |
| ---- | -------------- | ------- | ---------------- |
| 日本 | 1993年4月21日  | 2枚組CD | イーストワールド |
| 日本 | 2001年12月27日 | CD      | ポリドール       |